# NFLの日本人チアリーダー一覧
NFLの日本人チアリーダー一覧（NFLのにほんじんチアリーダーいちらん）は次のとおりである。
- 安藤美和 - タンパベイ・バッカニアーズ（2012年）[1]
- 石井球江 - オークランド・レイダース（1997年 - 2000年）
- 石田季子 - サンフランシスコ・49ers（2001年）
- 石田真紀 - サンフランシスコ・49ers（2006年 - 2008年）
- 石阪愛理 - サンフランシスコ・49ers（2014年 - 2015年） [1]
- 伊藤奈美 - ニューヨーク・ジェッツ（2016年 - 2017年[2]）
- 大石理絵 - アトランタ・ファルコンズ（2012年 - 2015年）[1]
- 小川茉里 - テネシー・タイタンズ（2017年 - 現在）
- 小野綾子 - ジャクソンビル・ジャガーズ（2013年 - 2015年）
- 海東奈月 - ヒューストン・テキサンズ（2014年 - 2015年）
- 亀村和代 - マイアミ・ドルフィンズ（2006年 - 2007年）、ニューヨーク・ジェッツ（2008年）
- 河田侑子 - ダラス・カウボーイズ（2016年 - 2019年）
- 小池絵未 - ニューヨーク・ジェッツ（2011年 - 2012年）
- 小島智子 - タンパベイ・バッカニアーズ（2003年 - 2009年）
- 齋藤佳子 - サンフランシスコ・49ers（2004年）
- 佐竹美帆 - サンフランシスコ・49ers（2011年）
- 猿田彩 - シンシナティ・ベンガルズ（2021年 - 現在[3]）
- 柴野由佳 - インディアナポリス・コルツ（2016年 - 2017年[4][5]）
- 勝呂美香 - サンフランシスコ・49ers（2013年 - 2015年）[1]
- 曽我小百合 - テネシー・タイタンズ（2017年 - 2019年）[6]
- 檀上欣子 - ダラス・カウボーイズ（2006年）
- 中野よしえ - オークランド・レイダース（2001年 - 2002年、2004年）
- 中野友理 - サンフランシスコ・49ers（2014年 - 2015年）
- 中山麻紀子 - ワシントン・レッドスキンズ（2002年 - 2004年）
- 西村樹里 - デンバー・ブロンコス（2012年 - 2015年）[1]
- 橋詰あずさ - ワシントン・レッドスキンズ（2016年 - 2019年）
- 濱中彩恵 - タンパベイ・バッカニアーズ（2008年）
- 保坂典子 - ワシントン・レッドスキンズ（2008年 - 2009年）、オークランド・レイダース（2013年 - 2014年）[1]
- 本田景子 - ジャクソンビル・ジャガーズ（2019年 - 現在）マイク・タイソンとともにAEWプロレスリングにも出演(2020.5)
- 堀池薫子 - デンバー・ブロンコス（2007年 - 2009年）
- 松崎美奈子 - ニューオーリンズ・セインツ（2015年 - 2016年）[7]
- 三田智子 - シアトル・シーホークス（1997年）、ダラス・カウボーイズ（1998年、2000年）
- 宮田憲江 - タンパベイ・バッカニアーズ（2011年 - 2014年）[1]
- 村田夕奈 - デンバー・ブロンコス（2022年）
- 森下昌子 - ワシントン・レッドスキンズ（2013年 - 2017年）[1][8]
- 柳下容子 - サンディエゴ・チャージャーズ（2003年）
- 安田愛 - サンフランシスコ・49ers（2001年 - 2003年）
- 山田幸子 - シアトル・シーホークス（2003年）
- 山口紗貴子 - シンシナティ・ベンガルズ（2018年 - 2022年）
- 吉田奈央 - ミネソタ・バイキングス（2015年 - 2017年）[9][10]